# جامبو (کنتاکی)
جامبو (به انگلیسی: Jumbo) یک منطقهٔ مسکونی در ایالات متحده آمریکا است که در شهرستان لینکلن، کنتاکی واقع شده‌است. جامبو ۳۰۲٫۰۶ متر بالاتر از سطح دریا واقع شده‌است.